# Gai Marci Rútil Censorí
Gai Marci Rutile Censorí (en llatí: Gaius Marcius C. f. L. n. Rutilus Censorinus) va ser un magistrat romà. Formava part de la gens Màrcia, i de la família dels Censorí. Era fill de Gai Marci Rútil, el primer dictador d'origen plebeu (l'any 356 aC) i censor (el 351 aC).
Va exercir les màximes magistratures durant el segle iv aC: el consolat i la censura, a més d'altres magistratures. Com a cònsol va fer la guerra als samnites en la Segona Guerra Samnita.
Va ser elegit cònsol de Roma l'any 310 aC junt amb Quint Fabi Màxim Rul·lià i aquest va fer la guerra a Etrúria mentre Censorí la feia al Samni, on va ocupar Allifae així com altres punts fortificats i llogarets, que en general van ser destruïts o severament damnats. Coneguda pels samnites la notícia que els romans sota el cònsol Fabi Màxim havien creuat el bosc Cimini, van considerar que això era de bona sort per ells i que els romans trobarien més enllà del bosc mai abans franquejat per les legions, el seu final. Però més tard, amb la victòria que van obtenir els romans, van haver de deixar aquestes especulacions i dedicar-se a combatre a Marci Censorí i si aquest no els donava ocasió de combatre, marxar cap a Etrúria pel país dels marsis i els sabins. Marci va avançar contra ells i es va lliurar una batalla que no va tenir resultat decisiu i cap part es va poder donar per guanyadora, si bé es pensa que la pitjor part se la van endur les legions manades per Marci, que van perdre alguns cavallers (membres de l'orde eqüestre) i alguns tribuns militars, i Marci mateix va ser ferit. Les notícies sobre això, que van arribar a Roma exagerades, van alarmar al Senat que va nomenar un dictador. Pel càrrec es va proposar a Luci Papiri Cursor Mugil·là que a partir d'aquell moment, segurament ja avançat l'any, seria considerat el general en cap.
Abans de nomenar-lo calia notificar-ho als cònsols. Com que no es va poder enviar un missatger al Samni perquè tot el país era hostil, el senat va tardar a saber que Marci Censorí restava viu, i aquesta notificació no es va poder fer. L'altre cònsol, Fabi Màxim, era rival de Cursor i el senat li va enviar una delegació amb diverses persones de rang consular que havien d'usar la seva influència per demanar-li que oblidés la seva enemistat amb Cursor en bé de la pàtria. Fabi, després d'escoltar als missatgers amb els ulls perduts, es va retirar sense dir paraula. A la mitjanit (com era tradició) Papiri Cursor va ser proclamat dictador. Fabi va fer avinent que li havia costat molt controlar-se i quan una delegació li va anar a agrair el seu silenci d'hores abans, va explotar i els va fer fora.
L'any 300 aC es va admetre que els plebeus podien formar part dels col·legis de sacerdots conforme a la llei Ogúlnia, i Censorí va ser elegit un dels pontífexs. El 294 aC va ser censor junt amb Publi Corneli Arvina i altre cop el 265 aC juntament amb Gneu Corneli Blasió, primera vegada que un censor repetia càrrec. És de suposar que rebé el cognom Censorí en aquesta segona censura. Rútil, que no volia ser censor per segona vegada, va impulsar la Lex Martia de magistratibus llei per la qual en endavant ningú podria ser elegit censor dues vegades.